# Pferde von San Marco

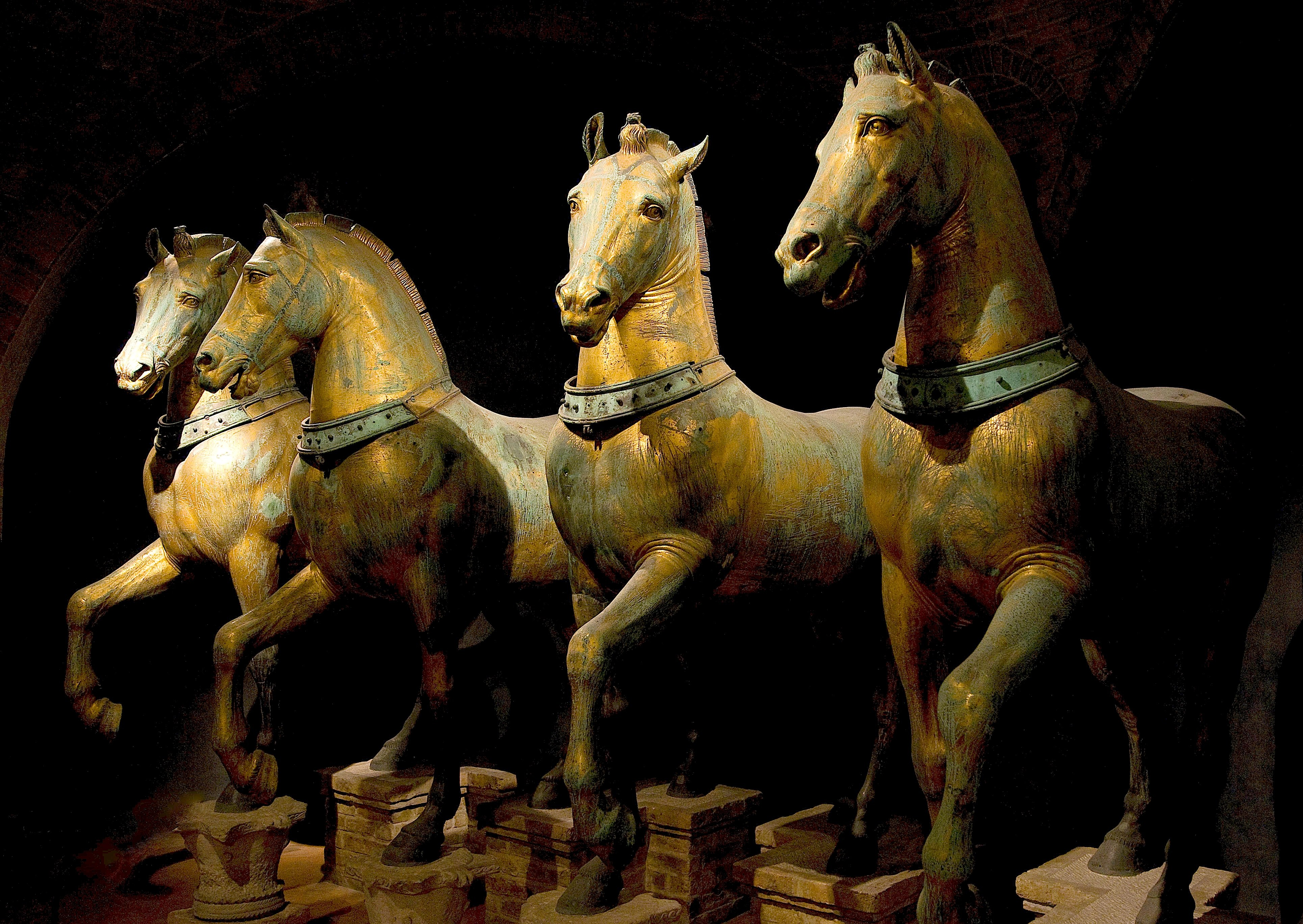
Die originalen Statuen im Museum von San Marco

Die Pferde von San Marco (auch: Quadriga marciana, Quadriga des Markusdoms und andere Bezeichnungen) sind eine Gruppe von vier lebensgroßen vergoldeten Bronzeplastiken, deren moderne Kopien die Loggia am Westportal des Markusdoms in Venedig schmücken. Die originalen Plastiken, die heute im Museum des Doms ausgestellt sind, sind Teile der einzigen weiteren aus der Zeit der Antike überlieferten freiplastischen Quadriga.

## Beschreibung
Die Statuen sind jeweils 1,60 Meter groß und haben ein Gewicht von 875 Kilogramm. Sie bestehen hauptsächlich aus vergoldetem Kupfer. Jede Pferdestatue besteht aus zwei Teilen. Die Nahtlinie befindet sich am Hals und wird durch ein Schmuckband verdeckt.

## Geschichte

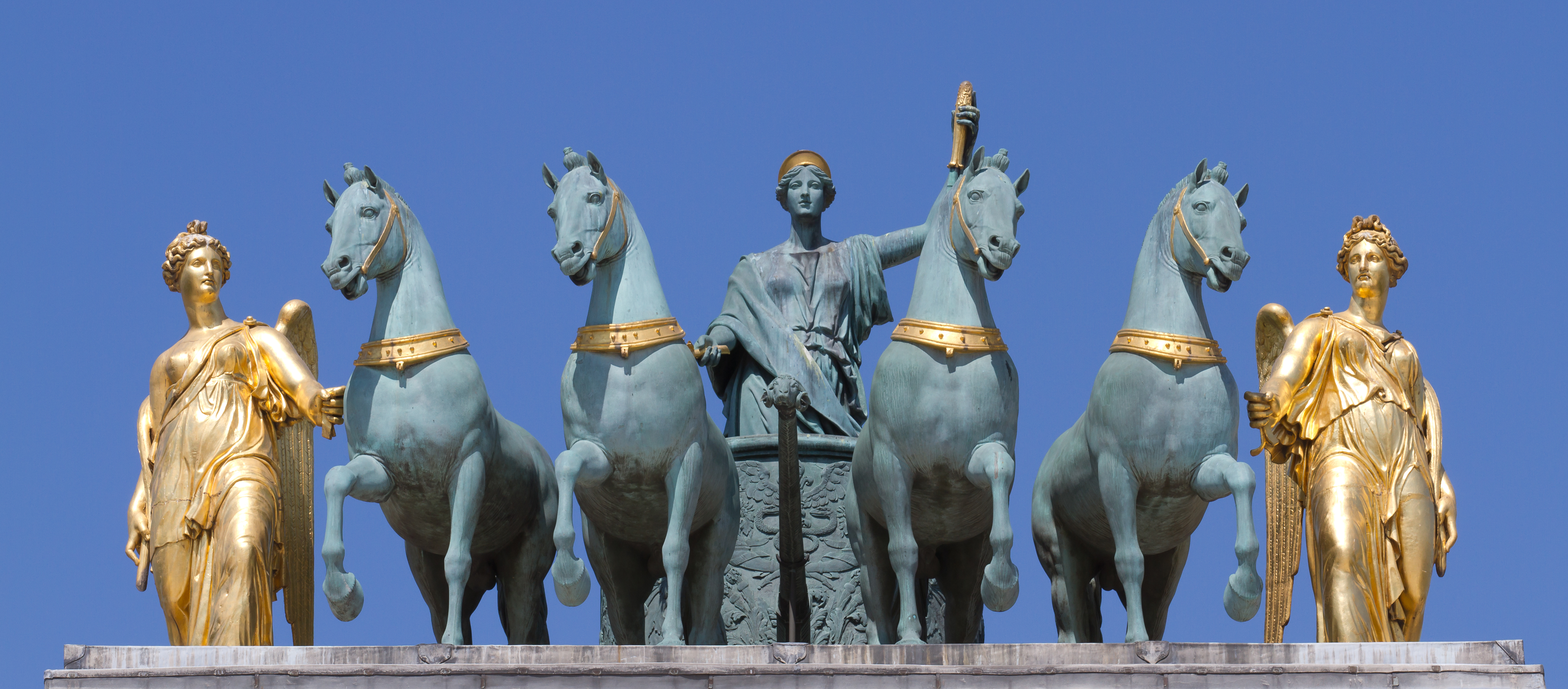
Quadriga auf dem Arc de Triomphe du Carrousel in Paris

Herkunft und genaues Alter der Pferdestatuen von San Marco sind bis heute unter Experten umstritten, ihr Entstehungsort ist zwischen Rom, Griechenland und Alexandria nicht geklärt. Sicher ist jedoch, dass sie deutlich älter sind als ihr Transfer nach Konstantinopel im frühen 4. Jahrhundert n. Chr. Hypothesen zufolge schmückte das Viergespann als Teil einer Quadriga in Rom einen Triumphbogen oder das Mausoleum Kaiser Hadrians.

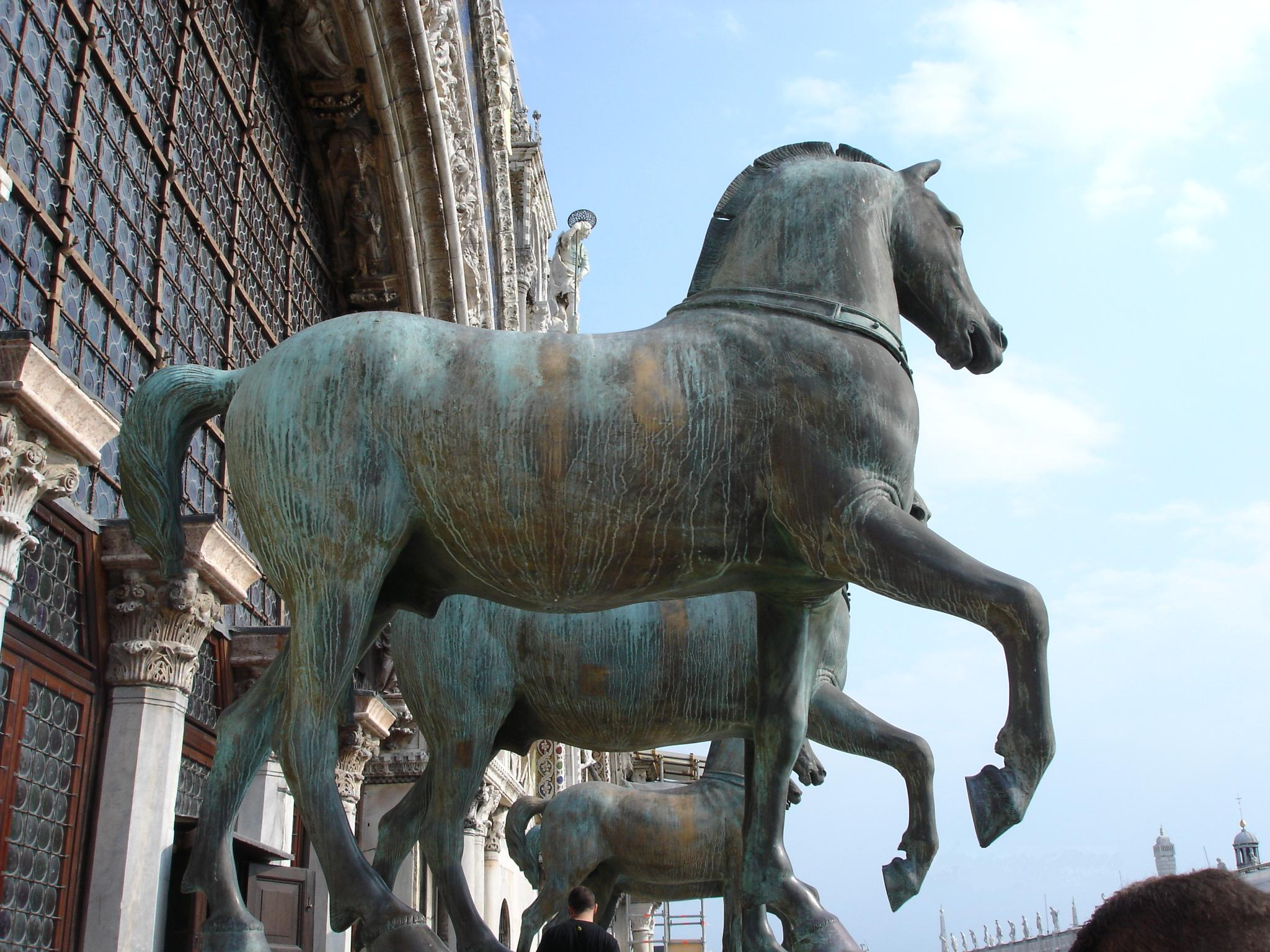
Repliken am Westportal des Markusdoms

Manche Wissenschaftler schreiben sie den nicht erhaltenen Triumphbögen der Kaiser Nero oder Trajan in Rom zu (also dem 1./2. Jahrhundert n. Chr.), andere nähern sie stilistisch der Reiterstatue Mark Aurels (um 165 n. Chr.) an. Eine Einzelmeinung weist sie sogar dem griechischen Bildhauer Lysipp (aus dem 4. Jahrhundert v. Chr.) zu, der im Auftrag der Bewohner von Rhodos ein solches Gespann für Delphi schuf, nachdem im Jahr 304 v. Chr. der Diadoch Demetrios I. Poliorketes mit seinem Versuch, die Insel zu erobern, gescheitert war.
Kaiser Konstantin der Große nahm die Quadriga mit nach Konstantinopel, wo sie vermutlich im Hippodrom aufgestellt waren. Nach der Plünderung Konstantinopels schafften 1204 die Kreuzfahrer die Pferde als Kriegsbeute nach Venedig. Um sie besser zu transportieren, trennten sie die Köpfe von den Rümpfen. Nach dem Zusammenbau überdeckten Halsbänder die Trennlinien. Die Pferde wurden erst etwa Mitte des 13. Jahrhunderts in die künstlerische Fassadengestaltung der Basilika San Marco einbezogen.
Über die Herkunft und Bedeutung der Pferde kursierte lange die Legende, Kaiser Friedrich I. habe in einem Konflikt mit dem Papst Venedig belagern lassen und geschworen, er werde von seinem Plan nicht ablassen, bis er den Markusdom in einen Pferdestall umgewandelt hätte. Nach dem Scheitern der Belagerung seien entweder von ihm selbst oder von den siegreichen Venezianern die Pferde auf der Kirche aufgestellt worden, um seinen Eid wenigstens symbolisch zu erfüllen, allerdings starb Kaiser Friedrich I. im Jahre 1190, während es unstrittig ist, dass die Pferde nicht vor dem Jahr 1204 nach Venedig gekommen sind.
Nachdem Napoleon die Republik Venedig beseitigt hatte, ließ er 1798 deren Wahrzeichen, den Markuslöwen und die vier goldenen Pferde zur Bekrönung des Arc de Triomphe du Carrousel nach Paris bringen. Infolge des Wiener Kongresses musste Frankreich die geplünderten Pferde 1815 zurückgeben. Der Arc de Triomphe du Carrousel trägt seither Kopien der Pferde von François Joseph Bosio. Die Rückgabe der Quadriga an die Stadt Venedig übernahm Franz I., Kaiser von Österreich, denn im Wiener Kongress war die Stadt Österreich zugesprochen worden. Er nutzte den Festakt um sich als neuer Schutzherr zu präsentieren.
Während des Ersten Weltkriegs wurden die Pferde, wie auch andere Kunstschätze Norditaliens von den Alliierten nach Rom in Sicherheit gebracht und zeitweise in der Engelsburg zwischengelagert. Bis 1977 standen die Bronzeplastiken auf der Loggia am Westportal. Nach einer Restaurierung wurden sie durch Kopien ersetzt und die Originale seither im Museum von San Marco ausgestellt.